# 光荣拟星螺
光荣拟星螺（学名： Bolma henica），舊作
荣光星螺，是一個海螺的屬，是蝾螺科的海洋腹足綱軟體動物。舊屬星螺屬，今屬擬星螺屬（Bolma）。

## 分佈
本物種主要分佈於印度洋-西太平洋海域，包括中国大陆、台灣、日本、菲律賓及澳大利亞的昆士蘭州和新南威爾斯州。
常栖息在潮下带和深海中。

## 外部連結
- To Encyclopedia of Life[永久]
- Hardy, Eddie. . Hardy's Internet Guide to Marine Gastropods. （原始内容存档于2020-06-28） （英语）.